# Codex Saurma
Der Codex Saurma ist ein Wappenbuch aus der Zeit um etwa 1600 und zählt zu den bedeutendsten schlesischen Wappensammlungen.
Es wird vermutet, dass die Sammlung in Breslau für jemand aus der Adelsfamilie Keltsch von Riemberg angefertigt wurde und erst Ende der 1860er Jahre in den Besitz von Hugo Freiherr Saurma von und zu der Jeltsch (1837–1896) gekommen war, der sie 1892 dem Verein 'Herold' in Berlin (frühere Signatur B 211, heutige Signatur Ms. her. fol. 4) schenkte. Seitdem trägt das Wappenbuch die Bezeichnung Codex Saurma.
Erhalten blieben 352 Blatt in der Papiergröße 310 × 200 mm, die in einem Schafsledereinband zusammengebunden sind. Der erste Teil soll um 1590 entstanden sein. Gezeigt werden darin der Reichsadler, die Wappen der Kurfürsten, der Erzbischöfe, einiger Hochmeister sowie einiger Äbte, Erzherzöge, Reichsgrafen und Freiherren. Das Titelblatt des zweiten Teils zeigt einen Ritter mit dem Wappen der Keltsch von Riemberg. Es folgen etwa 2460 Wappen, die alle mit Vor- und Zunamen beschriftet sind, ganz überwiegend zur schlesischen Ritterschaft gehören und vermutlich im Zeitraum von 1590 bis 1620 entstanden sind. Die Teile weisen eine getrennte Paginierung (119–227 und 2–264) auf. Der vorhandene Namensindex bezieht sich nur auf den zweiten Teil.
Die künstlerische Qualität der Wappenzeichnungen ist eher gering. Die Bedeutung besteht vor allem dank der Nennung von Vor- und Zunamen in der persönlichen Zuordnung der Wappen, wobei hier vielfach auch mehrere Familienmitglieder mit den verschiedenen Wappenvarianten gezeigt werden. Daher gilt der Codex Saurma als eine unübertreffliche Quelle für adelige Namensträger und ihre unverfälschten Wappen für das 16. Jahrhundert. Zudem stellte der Codex eine wichtige Vorlage für die erste Ausgabe des Alten Siebmachers dar, weshalb die Schlesier darin mit 27 Tafeln auch das größte Kontingent stellen.